# Maria Scholastyka Józefa od św. Jakuba Leroux
Maria Scholastyka Józefa od św. Jakuba Leroux, (fra.) Mary Scholastique-Josèphe de Saint-Jacques (świeckie Marie-Marguerite) (ur. 14 lipca 1749, zm. 23 października 1794 w Valenciennes) – błogosławiona Kościoła katolickiego, męczennica, ofiara prześladowań antykatolickich okresu francuskiej rewolucji.
Maria Scholastyka Józefa od św. Jakuba Leroux była siostrą zakonną z klasztoru urszulanek w Valenciennes. Śluby zakonne złożyła w 1775 roku. Po konfiskacie majątku klasztornego i wydaleniu zakonnic dokonanej przez władze w 1792 roku, do czasu przejęcia miasta przez wojska austriackie ukrywała się. Ponownie podjęła działalność wychowawczą do czasu powrotu wojsk rewolucyjnych w sierpniu 1794 roku, wraz z rodzoną siostrą Józefiną Leroux. Pozostała w klasztorze wraz z przełożoną Marią Klotyldą od św. Franciszka Borgiasza Paillot i kilkoma współsiostrami do aresztowania i wyrokiem trybunału rewolucyjnego została skazana na śmierć, i zgilotynowana 23 października. 
Przed egzekucją wybaczyła swoim katom przez ucałowanie rąk, a na szafot wzorem męczenników wczesnochrześcijańskich weszła odważnie i z pogodą.
Wspominana jest w dzienną rocznicę śmierci.
Proces informacyjny w diecezji Cabrai toczył się od 15 listopada 1900 do marca 1903 roku. Dekret o braku wcześniejszego publicznego kultu Służebnicy Bożej (non cultu ) ogłoszony został 27 listopada 1907, a dekret o męczeństwie 6 lipca 1919 roku.
Beatyfikacji Maria Scholastyka Józefa od św. Jakuba Leroux dokonał 13 czerwca 1920 roku papież Benedykt XV w grupie Męczennic z Valenciennes.